# Philippe Darriulat
Pour les articles homonymes, voir Darriulat.
Philippe Darriulat, né le 31 janvier 1958 à Neuilly-sur-Seine, est un historien français, spécialiste du XIXe siècle, et professeur à Sciences Po Lille. Ses recherches s'organisent à partir et autour de l'histoire du sentiment national et de la construction des identités nationales au XIXe siècle, ainsi que l'histoire du parti républicain à la même période.
De 1986 à 1988, il est président de l’Union nationale des étudiants de France – Indépendante et démocratique (UNEF-ID). De 2008 à 2020, il est adjoint au maire du 18e arrondissement de Paris, chargé des Affaires scolaires.

## Biographie
Il fait ses études secondaires au lycée Honoré-de-Balzac, et adhère à l'Alliance des jeunes pour le socialisme, l'organisation de jeunesse de l'OCI. Devenu étudiant, il rejoint l’UNEF-US qui devient ensuite l’UNEF-ID et participe au Mouvement contre la réforme Savary des universités de 1983. Entre 1986 et 1988, Philippe Darriulat est président de l’UNEF-ID, qui durant cette période s’oppose au Projet de loi Devaquet. Il adhère au PS, mais après l'échec de sa candidature aux élections législatives de 1993 à Provins, il fait le choix de la recherche et de l'enseignement.
En 1989, Philippe Darriulat soutient une thèse intitulée Albert Laponneraye, journaliste et militant socialiste du premier XIXe siècle, sous la direction de Philippe Vigier à l'université Paris-Nanterre. Il est titulaire d'une habilitation universitaire soutenue à l'université Panthéon-Sorbonne sous la direction de Dominique Kalifa en 2008 avec De l'histoire à la chanson, les voies de la « politisation », dans la France du XIXe siècle.
Docteur en histoire et agrégé en 1996, il a notamment publié Les Patriotes : la gauche républicaine et la nation, 1830-1870 en 2001 aux éditions du Seuil, La Muse du peuple, chansons politiques et sociales en France 1815-1871 en 2010 aux Presses universitaires de Rennes et Un enfant du siècle. Albert Laponneraye, révolutionnaire, historien et journaliste, toujours aux PUR en 2019.
Après avoir enseigné au lycée Henri-Wallon d'Aubervilliers, il est élu en 2009 professeur à Sciences Po Lille. Ses recherches s'organisent autour de quatre thématiques : les processus de politisation dans les sociétés contemporaines pré-démocratiques, l'histoire du sentiment national et de la construction des identités nationales (XIXe siècle), l'histoire du parti républicain (XIXe siècle) et enfin l'histoire urbaine.
De 2008 à 2020 Philippe Darriulat a également été adjoint PS au maire du 18e arrondissement de Paris, chargé des Affaires scolaires.

## Publications
- Un enfant du siècle : Albert Laponneraye, révolutionnaire, historien et journaliste, Rennes, Presses universitaires de Rennes, 2019, 271 p. (ISBN 978-2-753-57632-2, OCLC 1090285242, présentation en ligne), [présentation en ligne].
- La Muse du peuple : Chansons sociales et politiques en France 1815-1871, Rennes, Presses universitaires de Rennes, 2010 (OCLC 718248292).
- Les Patriotes : la gauche républicaine et la nation, 1830-1870, Paris, Éditions du Seuil, coll. « L'Univers historique », 2001, 325 p. (ISBN 2-02-022596-4, présentation en ligne), [présentation en ligne], [présentation en ligne].
- Sylvie Aprile, Cristina Cassina, Philippe Darriulat, René Leboutte, Europe de papier. Projets européens au XIXe siècle, Lille, Presses universitaires du septentrion, 2015.
- Michel Biard, Philippe Bourdin, Philippe Darriulat, Jean-Numa Ducange, Laurent Le Gall, Hervé Leuwers, Sylvain Milbach, Michel Offerlé, Citoyenneté, démocratie, république, de 1789 à 1899, Paris, Belin, 2014.
- Serge Bianchi, Philippe Darriulat, Emmanuel Naquet, François Ploux, Citoyenneté, démocratie, république, (1789-1899), Rennes, Presses universitaires de Rennes, 2014.